# Joan Kelly Horn

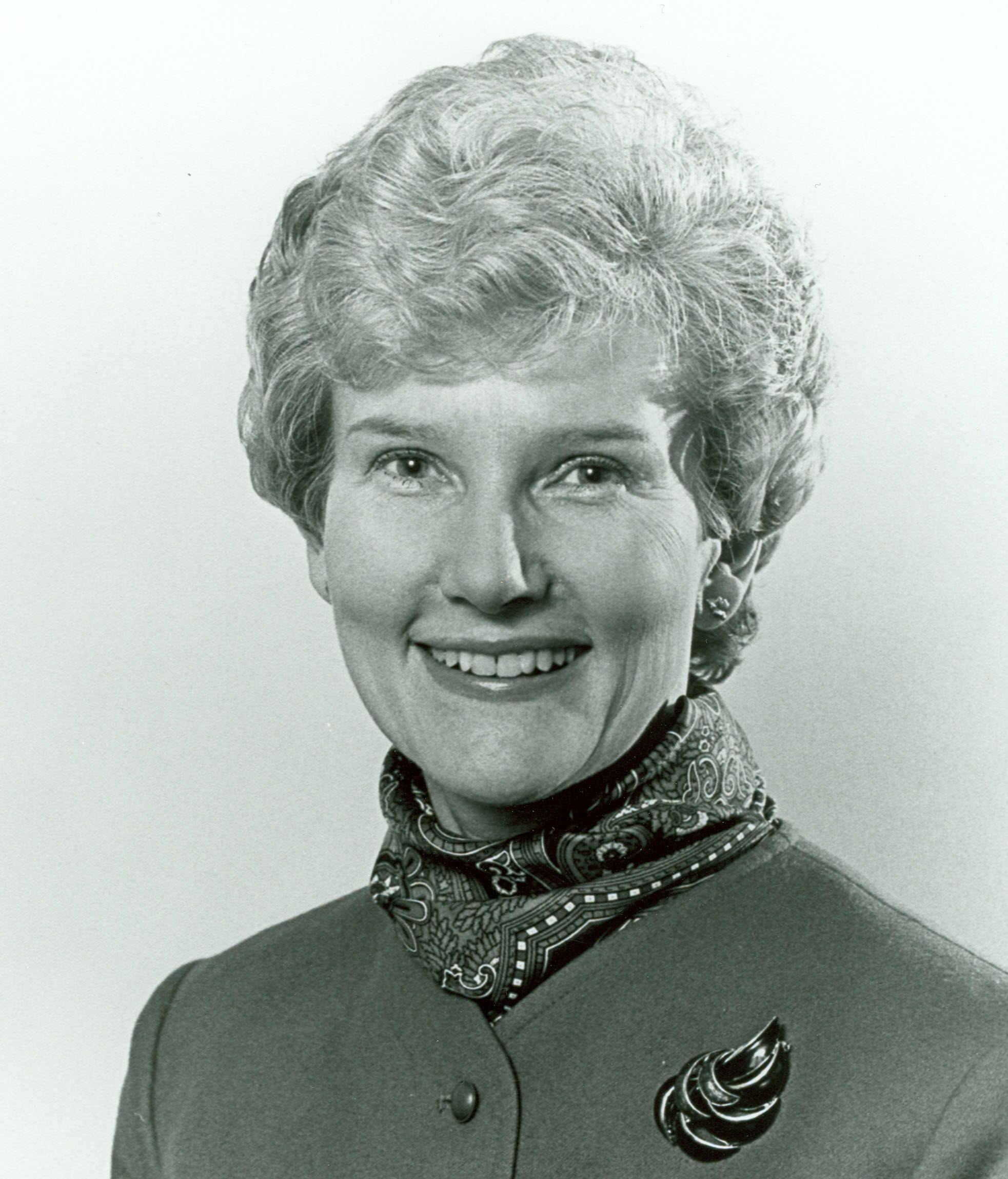
Joan Kelly Horn

Joan Kelly Horn (* 18. Oktober 1936 in St. Louis, Missouri) ist eine US-amerikanische Politikerin. Zwischen 1991 und 1993 vertrat sie den Bundesstaat Missouri im US-Repräsentantenhaus.

## Werdegang
Joan Horn besuchte bis 1975 die University of Missouri. Dann gründete sie zwei Vorschulen, deren Leitung sie übernahm. Zwischen 1973 und 1977 war sie als Abteilungsleiterin der University of Missouri für interne Programme zuständig. In den Jahren 1977 bis 1980 betreute sie das Energiesparprojekt sowie Gebäudeumrüstungen im St. Louis County. Danach war sie bis 1982 Vertragspartner für die Wohnbehörde in St. Louis (Housing Authority). Von 1975 bis 1990 leitete sie auch eine Beraterfirma.
Politisch schloss sich Joan Horn der Demokratischen Partei an. Seit 1982 gehört sie dem Staatsvorstand ihrer Partei an. Sie war auch Mitglied im Parteivorstand im St. Louis County. Bei den Kongresswahlen des Jahres 1990 wurde sie im zweiten Wahlbezirk von Missouri in das US-Repräsentantenhaus in Washington, D.C. gewählt, wo sie am 3. Januar 1991 die Nachfolge von Jack Buechner antrat. Da sie im Jahr 1992 nicht bestätigt wurde, konnte sie bis zum 3. Januar 1993 nur eine Legislaturperiode im Kongress absolvieren.
Im Jahr 1996 bewarb sie sich erfolglos um die Rückkehr in den Kongress. Heute lebt sie in St. Louis.